# Wartburg (automobil)
Wartburg je označení několika modelových řad automobilů vyráběných v automobilce v německém městě Eisenach. Nese jméno podle stejnojmenného hradu tyčícího se nad městem. Tato automobilka byla z minulosti známa mimo jiné také pod zkratkou AWE – Automobilwerke Eisenach.

## Historie

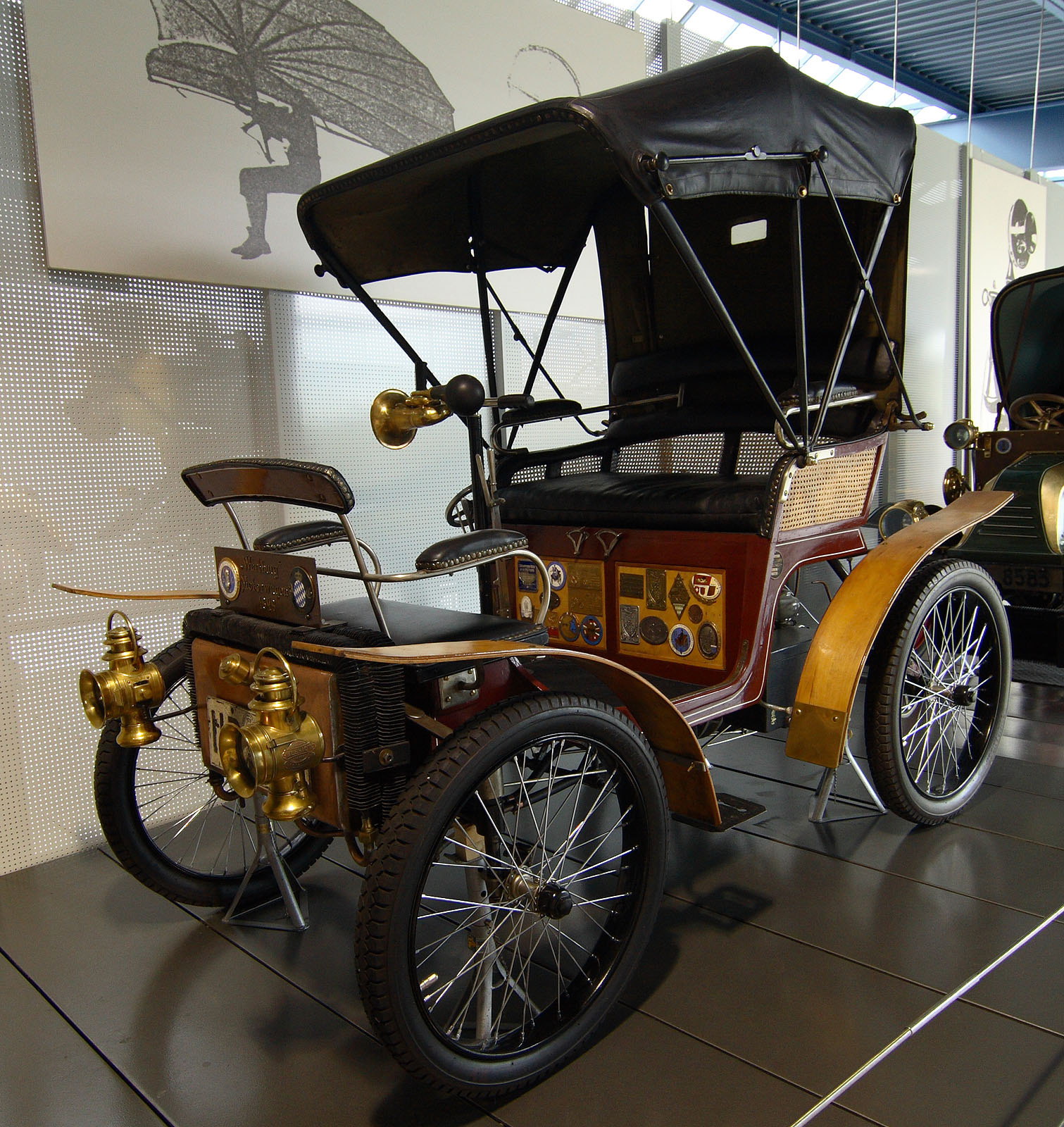
Wartburg 1898

Prvním automobilem pojmenovaným v automobilce podle nedalekého hradu byl vůz vyrobený již v roce 1898. Ve dvacátých a třicátých letech 20. století bylo tohoto jména využíváno pro označení vybraných sportovních vozů nejprve značky DIXI a později značky BMW vyráběných v eisenašské automobilce.

### NDR
Na konci druhé světové války se město Eisenach i s automobilkou ocitlo v sovětské zóně a záhy nato v NDR. Prvními poválečnými vozy vyráběnými v Eisenachu byly automobily BMW 340 a BMW 321 sestavované z dílů vyrobených během války. Krátce nato byla vozidla kvůli sporům o označení BMW přejmenována na EMW a tradiční modrá ve znaku automobilky byla nahrazena červenou, jako připomínka toho, že se automobilka nachází v sovětské okupační zóně.
Tyto vozy vyráběla továrna až do roku 1955, kdy sem byla proti vůli vedení automobilky ze Zwickau převedena výroba dvoutaktního automobilu DKW F9, nově označovaného jako IFA F9. Ten se zde vyráběl po dobu jednoho roku a zároveň se tajně připravoval nový typ automobilu s původním názvem EMW 311, který svým typovým označením začínajícím číslicí 3 měl navazovat na éru automobilky BMW.

## Typová řada 311/312
Označení Wartburg se znovu objevilo v roce 1956, kdy byl na veletrhu v Lipsku představen nový model s označením Wartburg 311. Jednalo se o vůz poháněný dvoutaktním tříválcovým motorem o objemu 900 cm³ a výkonu 27 kW.
Již při prvním uvedení na veřejnosti byl Wartburg 311 představen jako čtyřdveřová čtyřmístná limuzína s pontonovou karosérií typu sedan, třídveřové combi, dvoudveřový čtyřsedadlový kabriolet a pick-up. V roce 1957 následovala řada dalších variant karosérie – dvoudveřové čtyřsedadlové coupé, luxusní čtyřdveřová limuzína s možností dodání plátěné shrnovací střechy nebo také pětidveřová tábornická limuzína Camping s bohatě prosklenou zadní částí.
Ke specialitám modelové palety patřil pro potřeby armády a policie vyvinutý model kabrioletu se čtyřmi dveřmi v plátěném či prostém plechovém provedení a s plátěnou skládací střechou. Úplnou špičku modelové řady pak představoval dvoumístný sportovní vůz Wartburg 313, který byl představen také v roce 1957 a na autosalonu v New Yorku oceněn čestnou cenou za eleganci. Mimo sériově vyráběné varianty existoval i prototyp Bellevue s karosérií pseudolandaulet, tzn. nad předními sedadly prosklená pevná část střechy a nad zadními sedadly shrnovací plátěná střecha. Tento prototyp byl ozdobou autosalonů, do výroby však zařazen nikdy nebyl.
Za dobu výroby typu 311, tedy od 18. října 1955 do roku 1965 bylo vyrobeno téměř 260 000 těchto vozů v 11 různých variantách.
- Wartburg limuzína (311-0)
- Wartburg limuzína s plátěnou stahovací střechou (311-008)
- Wartburg limuzína de Luxe (311-100)
- Wartburg limuzína de Luxe s plátěnou stahovací střechou (311-108)
- Wartburg Kabriolet (311-2)
- Wartburg Coupé (311-3)
- Wartburg Camping (311-5)
- Wartburg Kombi (311-9)
- Wartburg Pick-Up (311-7)
- Wartburg „zásahové vozidlo“ / terénní vůz (311-4)
- Wartburg Sport (313-1)

Z uvedeného počtu bylo 51 % vyvezeno do zahraničí – 34 % do socialistických zemí Východního bloku, zejména do Československa a Polska, zbylých 17 % pak do západních zemí, především Finska a Švédska. V malých sériích se Wartburgy vyvážely do Belgie, Dánska, Velké Británie, USA i SRN, přestože vůz z NDR v ní znamenal jasný politický vzkaz.
V roce 1962 byla zahájena výroba typu označeného jako Wartburg 312. Oproti předchozímu typu získal silnější motor o objemu 992 cm3 o výkonu 33 kW. Běžněji se pak tento typ označoval jako Wartburg 311–1000.
V roce 1965 uvedla na trh mezityp Wartburg 312/1. Ten měl ještě původní oblou karosérii, ovšem byl už vybaven novým podvozkem připravovaným pro typ 1000-353, kde bylo odpružení zajištěno vinutými pružinami, na rozdíl od dosavadních příčných listových per. Rovněž se tím zmenšil průměr pneumatik z původních 15" na 13". Pro tento model se běžněji používalo označení Wartburg 312.
Typová řada 312-1 zahrnovala následující modely:
- Wartburg limuzína (312-0)
- Wartburg limuzína s kovovou posuvnou střechou(312-008)
- Wartburg limuzína de Luxe (312-1)
- Wartburg limuzína de Luxe s kovovou posuvnou střechou (312-108)
- Wartburg Hardtop-Coupé (312-300)
- Wartburg Camping (312-5)
- Wartburg Pick-Up (312-7)
- Wartburg Kombi (312-9)

Zatímco limuzíny byly v roce 1966 nahrazeny zcela novým vozem Wartburg 1000 – častěji označovaným Wartburg 1000-353, byly ostatní modely vyráběny až do roku 1967, kdy výroba plně přešla na typ 353.

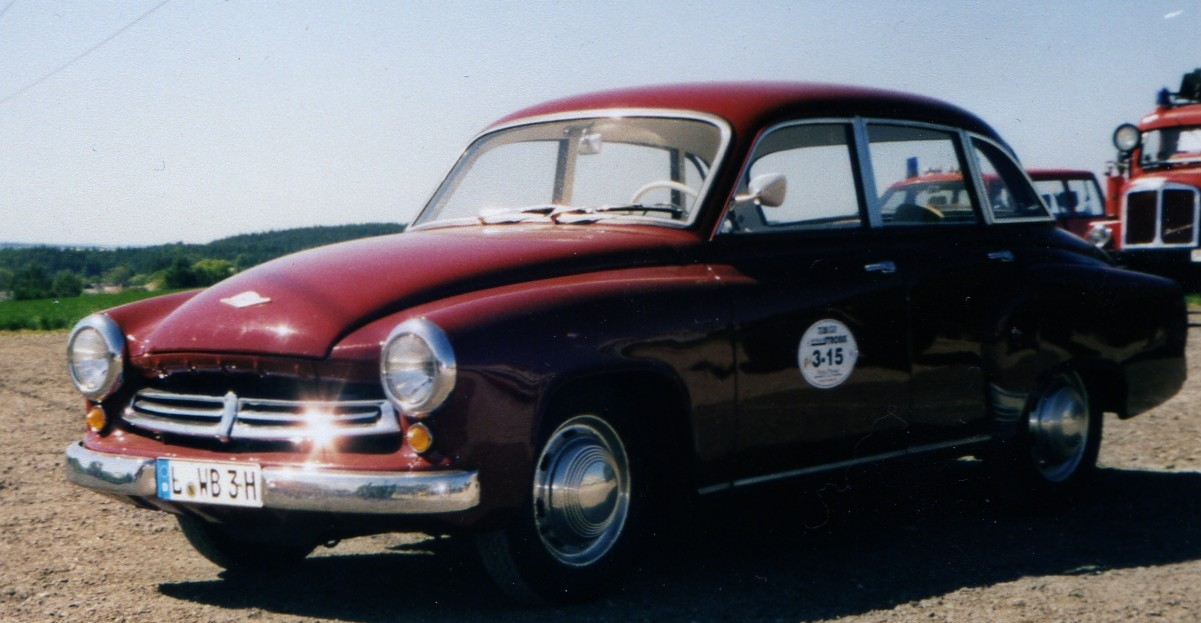
Wartburg 311/0 1956–1959
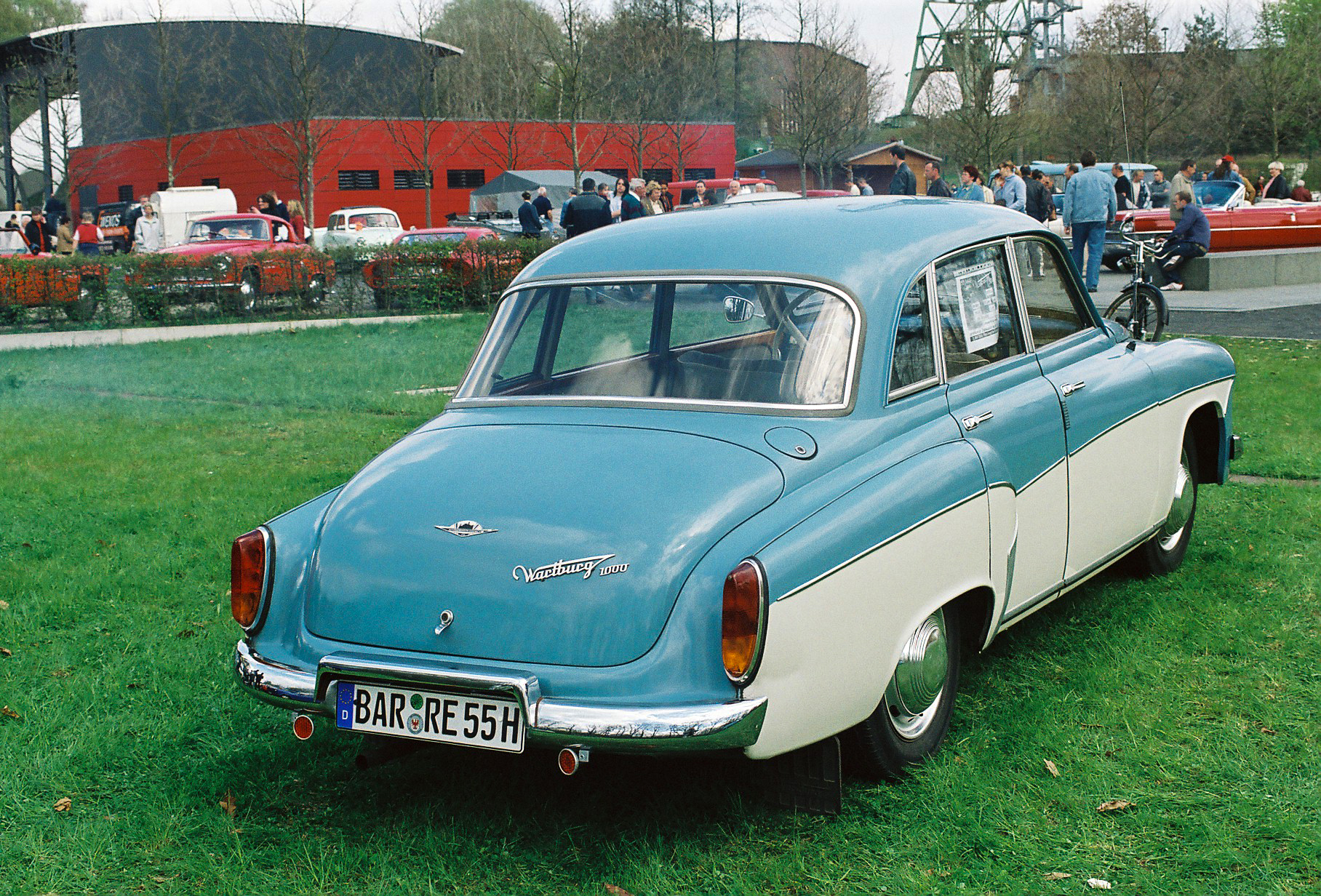
Wartburg (311) 1000 1962–1965
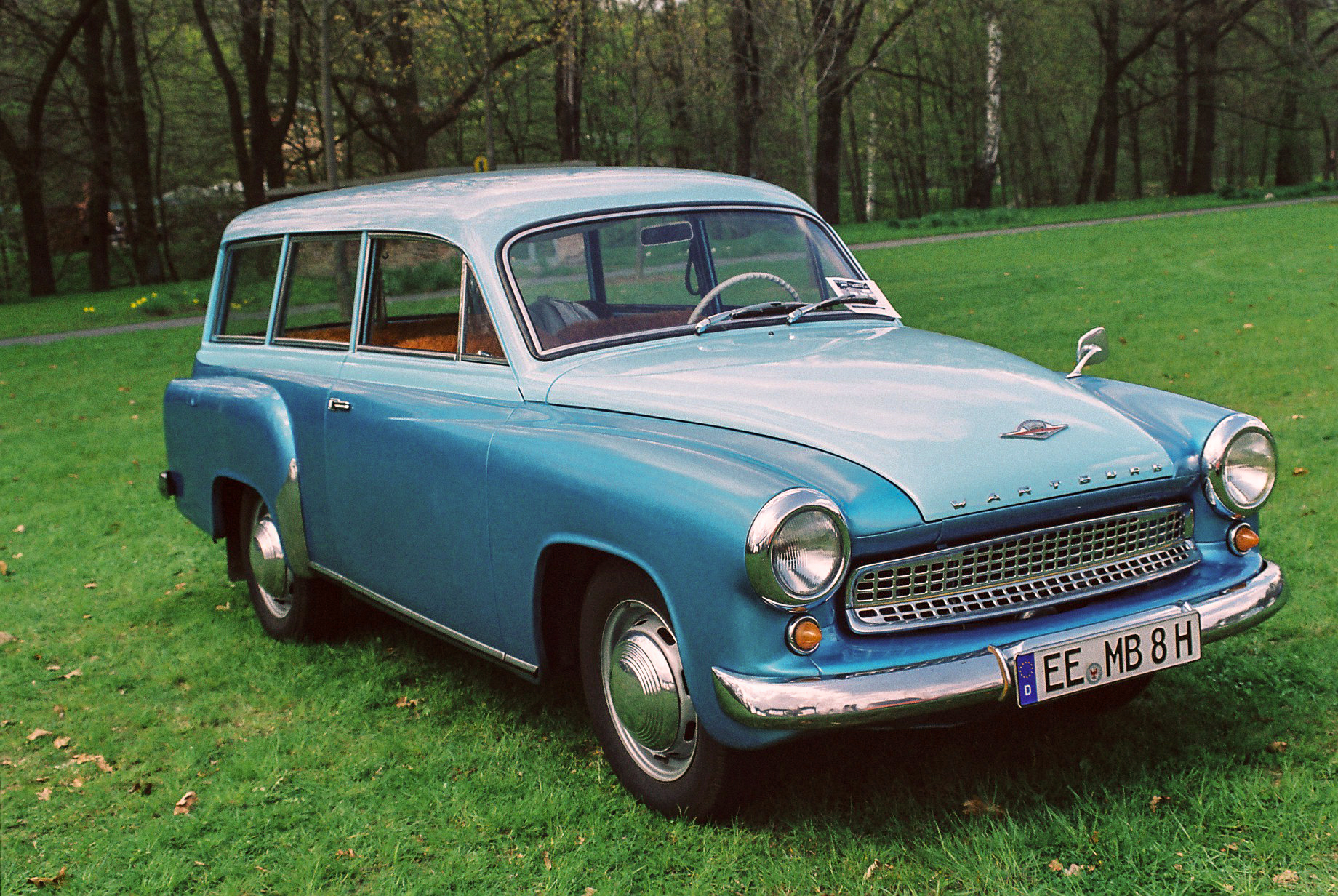
Wartburg 311 Kombi (dvoudveřový)
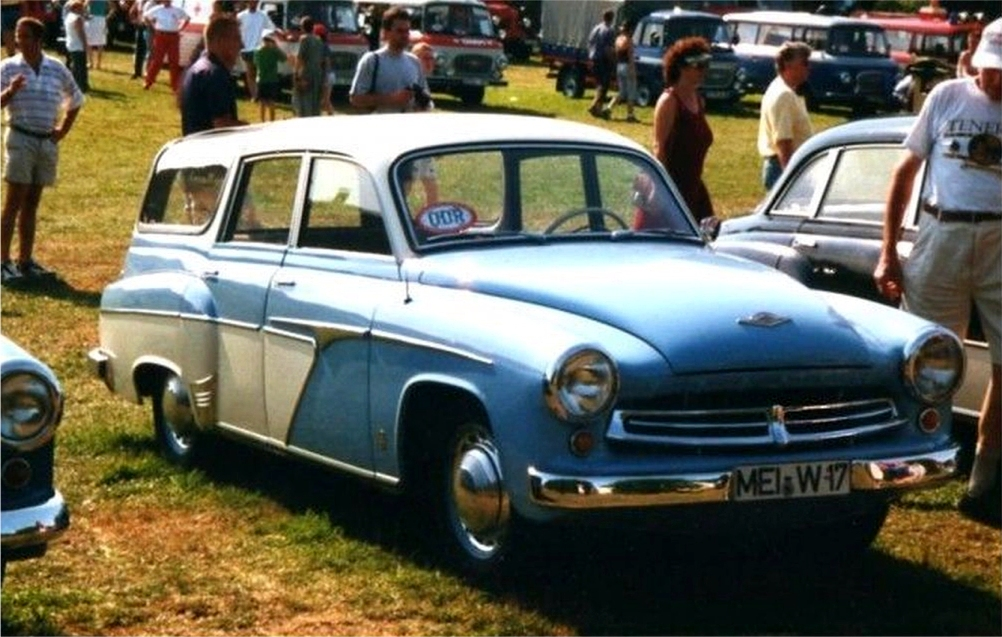
Wartburg 311 Camping (čtyřdveřový)
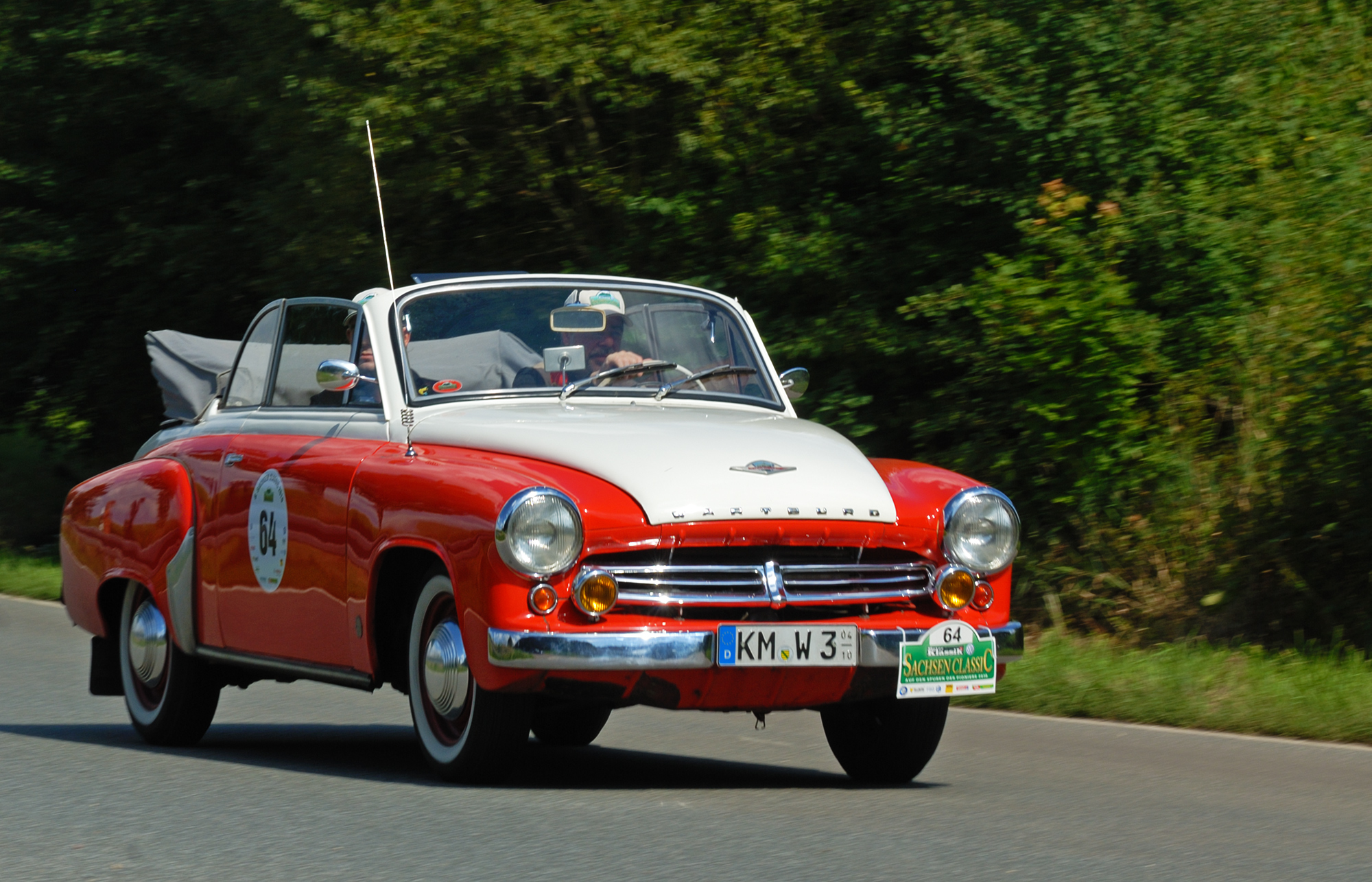
Wartburg 311/2
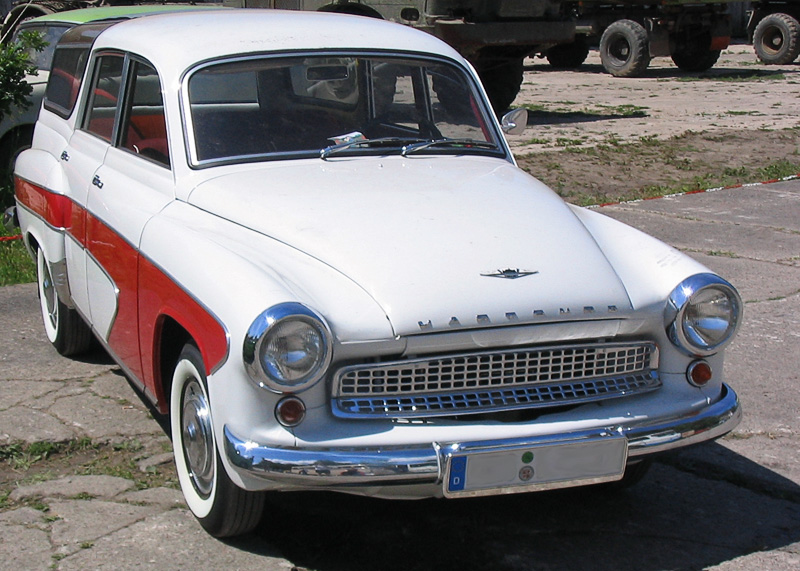
Wartburg 312/5 Campinglimousine 1965
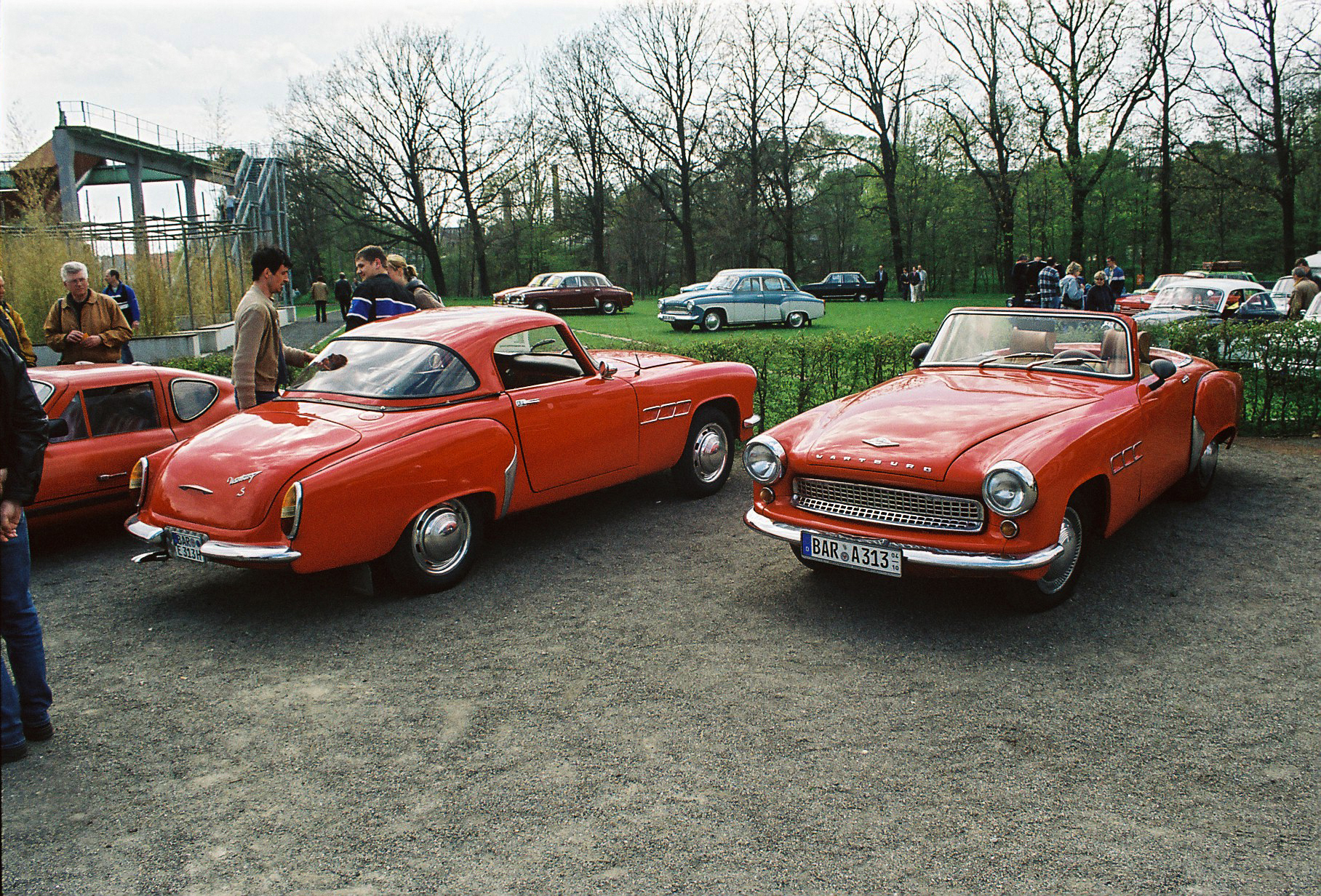
Wartburg Sportwagen 313/1
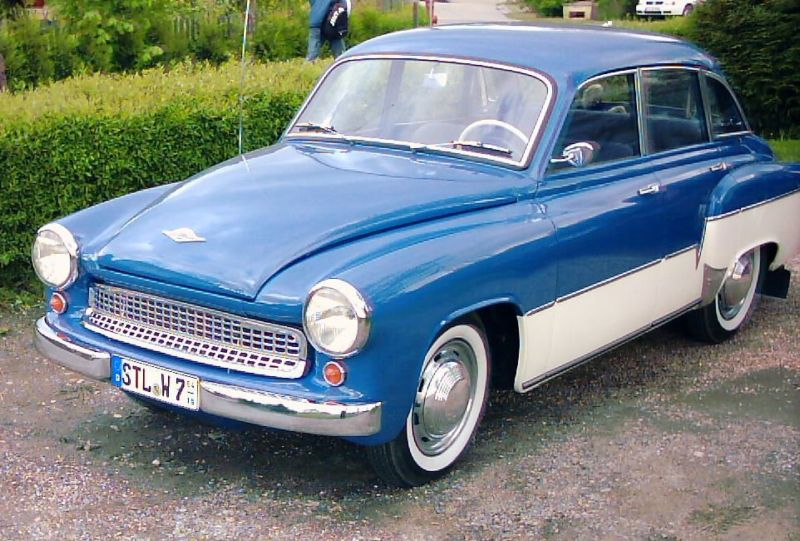
Wartburg 311-1 Luxus Limousine 1959
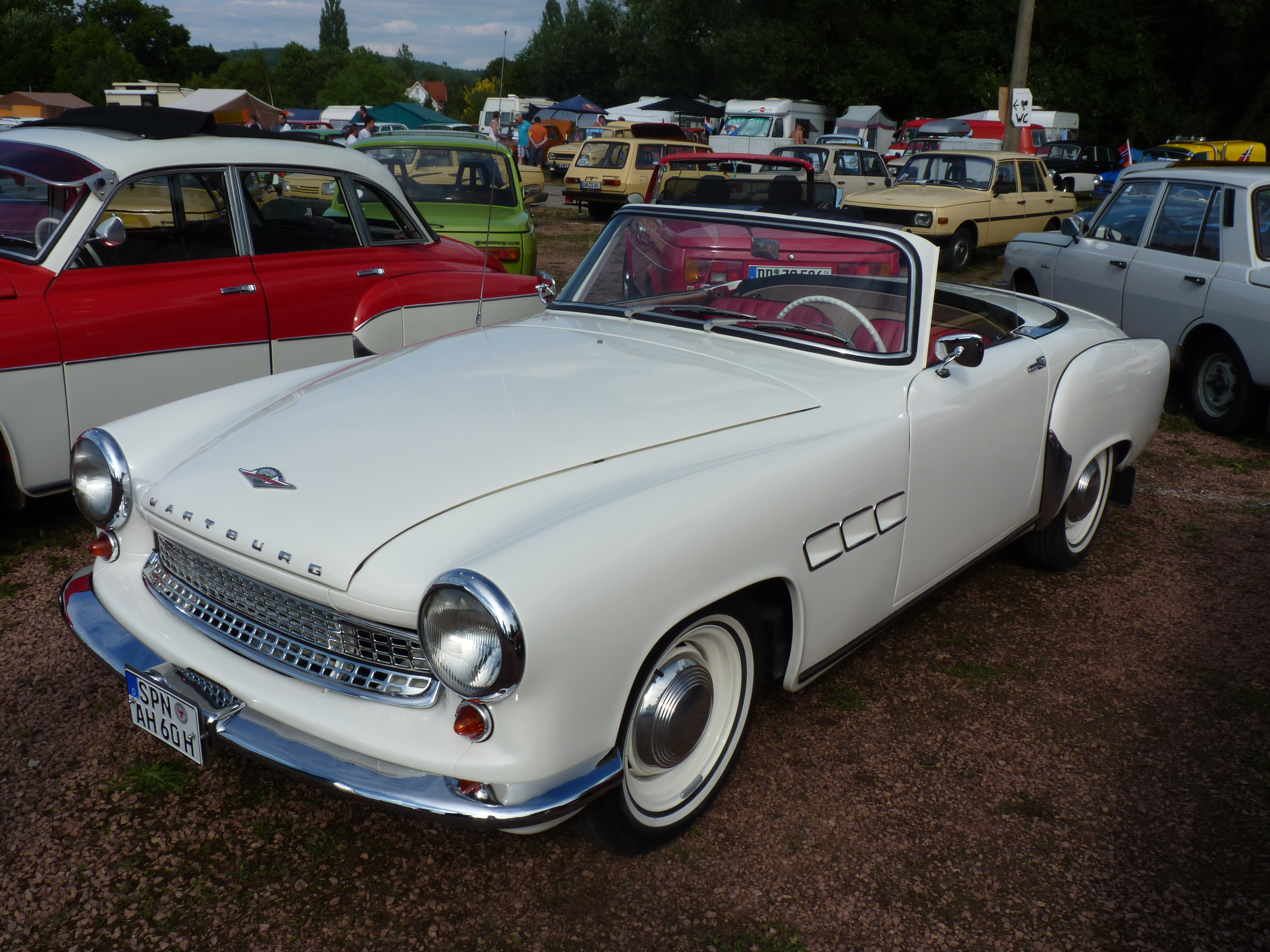
Wartburg 313

## Typová řada 353
Wartburg 312 byl v roce 1966 nahrazen moderním Wartburgem 353, který byl vyráběn celkem 25 let. Oproti typu 311/312 byla modelová paleta „třipěttrojky“ značně omezená a zpočátku představovala pouze čtyřdveřové provedení sedan s modifikací výbavy „de Luxe“ a provedení Tourist (kombi). Později přibylo několik kusů zvláštního provedení kabrioletu s plátěnou shrnovací střechou pro potřeby policie a armády a ještě o něco později se automobilka vrátila i k výrobě provedení pick-up pod označením TRANS.  
Wartburg 353 se prodával téměř výhradně ve východním bloku. Své majitele našel i ve Velké Británii, Nizozemí, Belgii, SRN a Řecku, ale oproti předchůdci v mnohem menším počtu, kvůli poklesu popularity dvoutaktních motorů. Vývoz ale neklesl, ve východní Evropě byl Wartburg 353 velmi oblíbený díky nízké ceně, snadné údržbě, velkému zavazadlovému prostoru, vysoké spolehlivosti a trvanlivosti. Značnou část produkce, která nakonec činila cca 75 000 vozů ročně, odebraly státní složky NDR. Pro běžné východní Němce byl Wartburg mnohem méně dostupný než Trabant.  
Wartburg 353 byl v průběhu výroby několikrát modernizován, prvně v roce 1969 kdy došlo k rekonstrukci výfukového systému, k montáži nového karburátoru (BVF 40F1-11) a výslednému zvýšení výkonu na 37 kW (50 k). Zmodernizována byla i palubní deska, když byl elegantní, ale problematický horizontální tachometr nahrazen trojicí budíků nestejné velikosti. V následujících letech proběhlo pár kosmetických změn k zlepšení komfortu, ventilace, ale i ke snížení výrobních nákladů. Od roku 1975 přišla do výroby modernizovaná verze W (zkratka z  němčiny - postupný vývoj) vůz dostal nové prvky aktivní i pasivní bezpečnosti, nové palubní přístroje, lomený sloupek řízení, dvouokruhové brzdy, přední kotoučové se čtyřpístkovými brzdiči výrobce PAL Československo, od roku 1978 byl montován inovovaný karburátor F2. Vůz byl nadále průběžně modernizován, ale pro model W353W je typické počínající zastarávání vzhledu umocněné vyšším podílem umělohmotných součástí, elegance původních modelů se rychle vytratila. 
Důležitým rokem pro Wartburg 353W je rok 1982, vůz dostal upravený dvoustupňový karburátor Jikov SEDR namísto původního BVF 40 F2-11 a došlo k výraznému snížení škodlivin a spotřeby. Se složitým karburátorem, jenž vyžadoval časté seřízení, ovšem vůz ztratil mnoho ze své spolehlivosti, měl potíže s teplými starty, či naopak vysokou spotřebou danou hlavně zanedbanou údržbou. V roce 1983-84 se naplno projevil nedostatek surovin v NDR kdy se chromové díly začaly lakovat černými plastickými nástřiky, přibyly ovšem pokrokové diodové ukazatele stavu paliva, teploty a hodnoty z ekonoměru. Poslední a zároveň největší změna přišla v roce 1986, chladič se přestěhoval před motor, byl ovládán elektrickým ventilátorem, vůz dostal novou přední masku se zapuštěnými světlomety. Změna znatelně snížila hlučnost vozu, spotřebu, změny se dotkly i motoru a části výbavy vozu. 

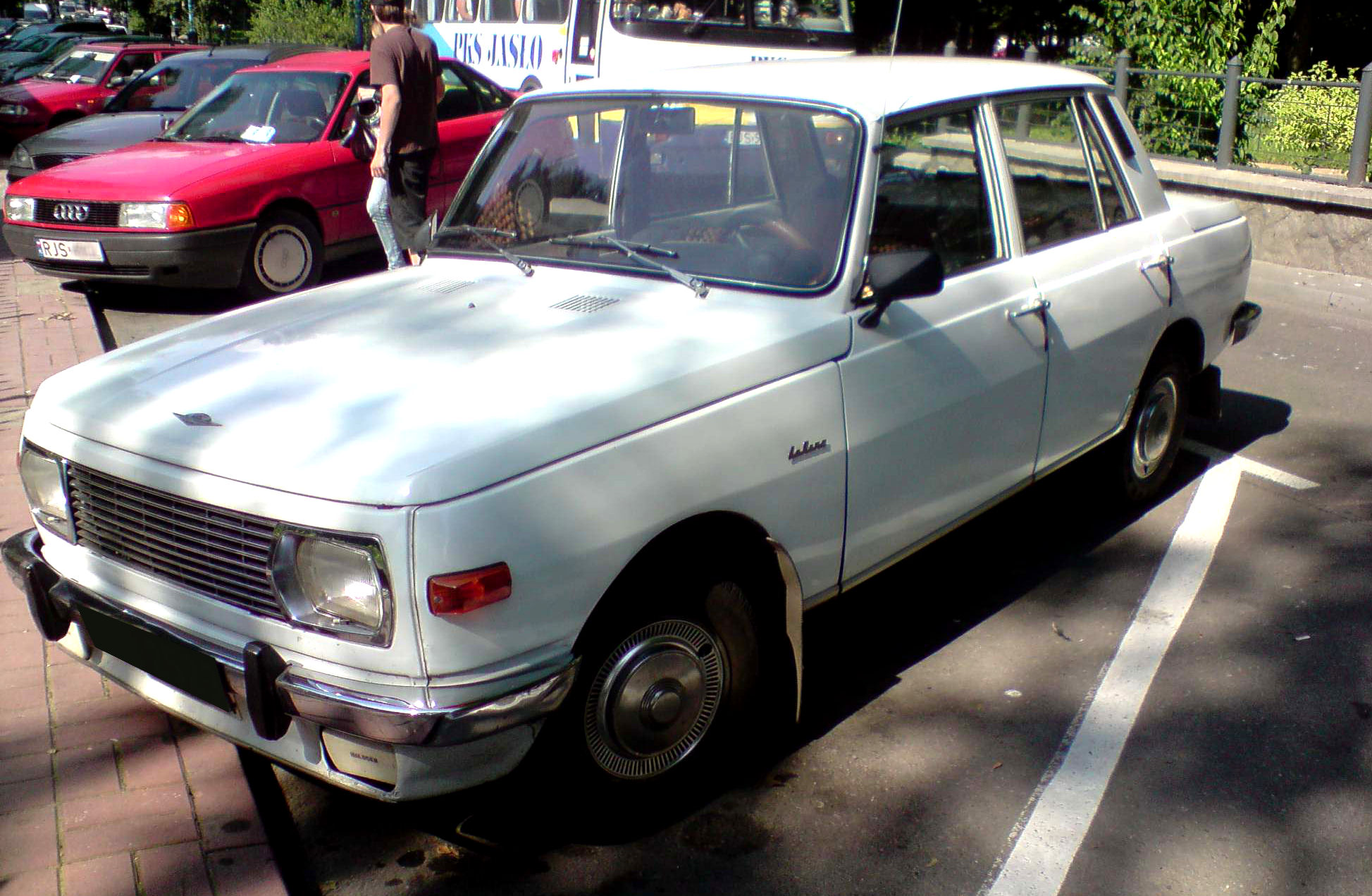
Wartburg 353
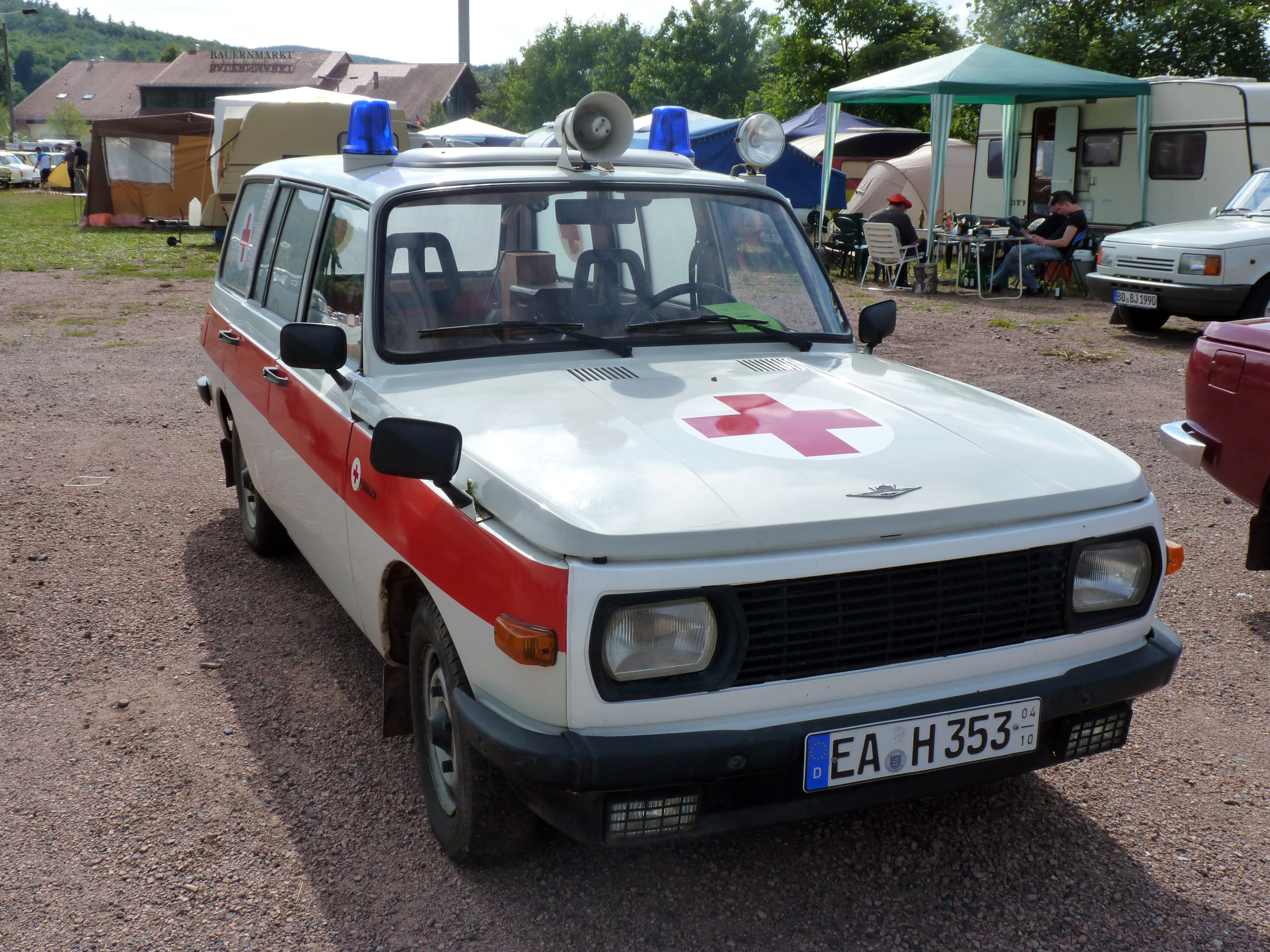
353W Tourist v provedení ambulance
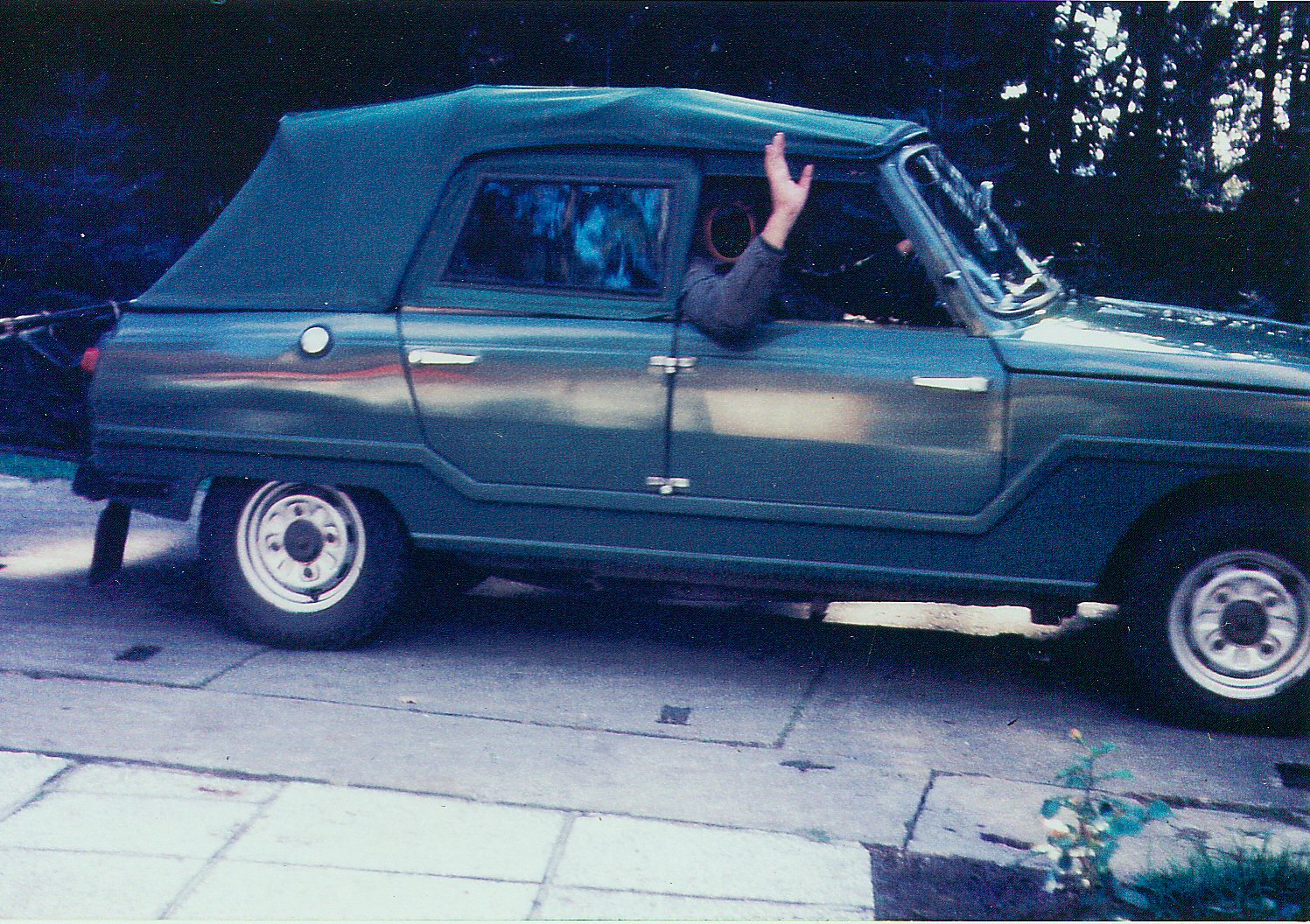
Wartburg 353 cabrio 1976
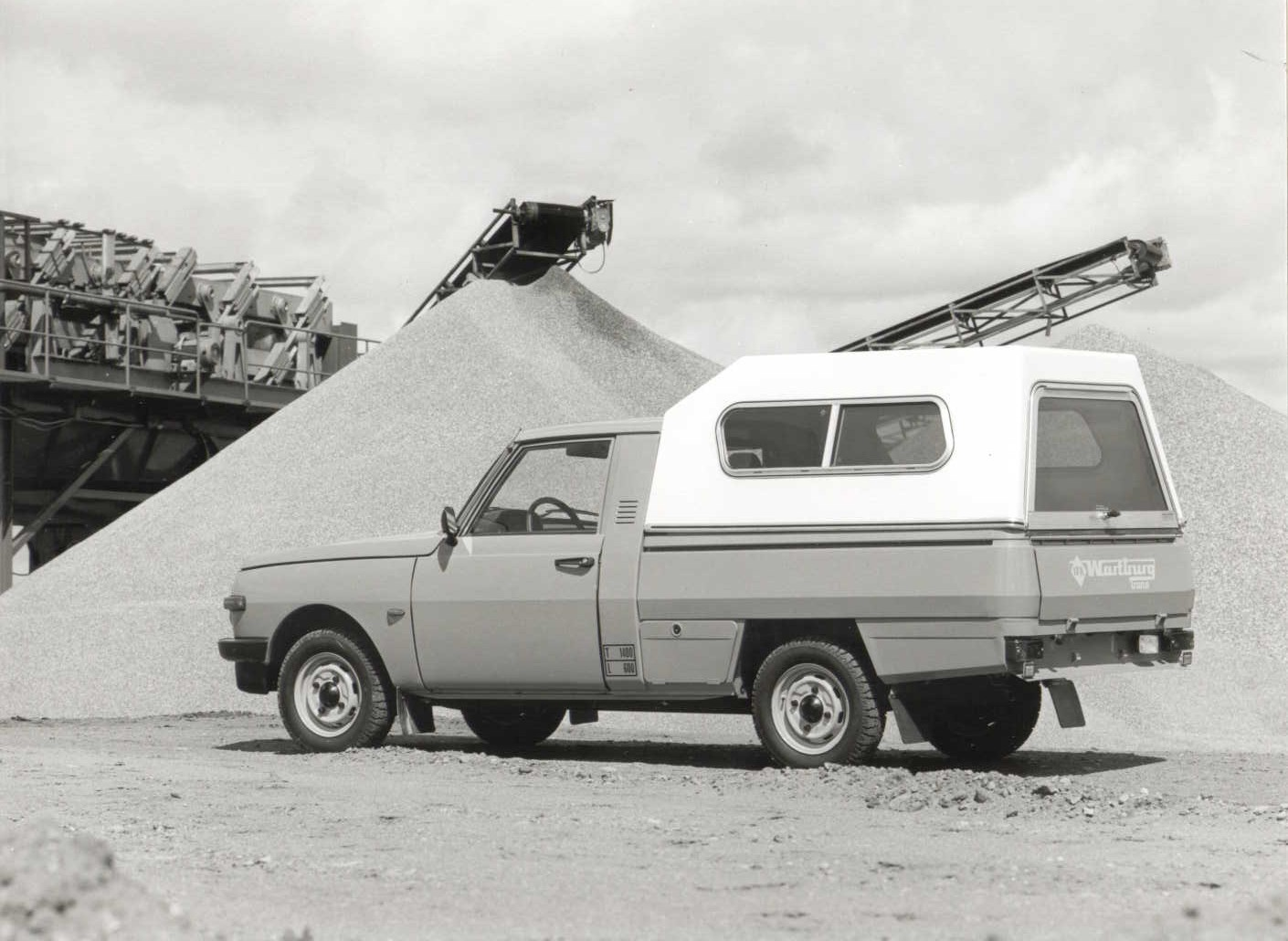
Wartburg 353-400 Trans 1986

### Wartburg 1.3
Výraznější změnu prodělal Wartburg 353 v roce 1988, kdy se do něj začal montovat čtyřtaktní motor Volkswagen o objemu 1,3 l. Změna motoru se projevila na úpravách podvozku a také karoserie. Po pádu berlínské zdi se definitivně ukázalo, že ani tyto změny nepomohou značku Wartburg udržet, a proto byl dne 10. dubna 1991 vyroben poslední Wartburg s označením 1.3. Tovární haly automobilky v durynském Eisenachu již od roku 1990 opouštějí vozy značky Opel a značka Wartburg se stala jen součástí historie.